# تیماء (کویت)
شهر تیماء  (به عربی: تیماء) در استان جهرا در کشور کویت واقع شده‌است. جمعیت این شهر ۴۸٫۷۲۴ نفر است.